# Patrick Bruel
Patrick Bruel, nome artístico de Maurice[carece de fontes?] Benguigui, (Tremecém, Argélia, 14 de maio de 1959) é um cantor e ator francês. É também jogador de pôquer.

## Biografia
Quando jovem queria ser jogador de futebol, mas decidiu ser cantor após ver Michel Sardou em 1975. Seu primeiro sucesso foi com ator.

### Filmes
- Le Coup de siroco - 1979
- Les Diplomes Du Dernier Rang - 1982
- Ma Femme S'Appelle Reviens - 1982
- Le Batard - 1983
- Le Grand Carnaval - 1983
- Marche A L'Ombre - 1984
- La Tete Dans Le Sac - 1984
- Profs - 1985
- Attention Bandits - 1987
- La Maison Assassinee - 1988
- L'union Sacree - 1989
- Force Mjeure - 1989
- La Mémoire Tatouée - 1986
- Y'A Des Jours Et Des Lunes - 1990
- Toutes Peines Confondues - 1992
- Profil Bas - 1993
- Les Cent Et Une Nuits - 1995
- Sabrina - 1996
- Le Jaguar - 1996
- K - 1997
- Paparazzi - 1998
- Hors Jeu - 1998
- Les Folies De Margareteh - 1998
- Lost and Found / Une Fille Qui A Du Chien - 1999
- Le Marquis - 2000
- Le Lait De La Tendresse Humaine - 2001
- Les Jolies Choses - 2001
- Sinbad, La Legende Des Sept Mers - 2003
- Une Vie A T'Anttrendre - 2004
- El Lobo - 2004
- L'Ivresse Du Pouvoir - 2006
- Ô Jerusalem - 2006
- Un Secret - 2007
- Le Code A Change - 2008

### Peças Teatrais
- Le Charimari - 1981
- On M'Appelle Emilie - 1984
- Le Limier - 2002

### TV
- Un Pas Dans La Foret - 1979
- Maigret Se Trompe - 1980
- La Mort En Sautoir - 1980
- Des Larmes Comme Des Couteaux - 1980
- Le Rembrandt De Verrieres - 1981
- Paris St Lazare - 1981
- Le Charimari - 1981
- Les Malheurs De Malou - 1984
- Mariage Blues - 1985

Como Cantor seu primeiro single, "Vide" ( "Vazio"), lançado em 1982, não foi um sucesso, mas o acompanhamento ", Marre de cette nana-là" ( "Farto desta garota"), foi um acerto.
Em 2003, ele teve o seu último nome oficialmente mudado para Bruel-Benguigui,a sua companheira, a escritora e dramaturga, Amanda Sthers deu à luz seu primeiro filho, Oscar, em 19 de agosto. Em 21 de setembro de 2004, eles casara-se. Seu segundo filho, Leon Bruel nasceu em 28 de setembro de 2005. O casal separou-se em 2007.
A partir de 2004 Bruel tem atuado em mais de 40 diferentes produções de televisão e cinema e fez cinco álbuns estúdio e ao vivo. O álbum é Entre Deux (2002), um duplo CD de clássicos que apresenta duetos com Charles Aznavour, Jean-Louis Aubert, Jean-Jacques Goldman, Alain Souchon e Renaud, entre outros, vendeu dois milhões de cópias. No início de 2005, em resposta ao tsunami du Sul Asiático de 26 de dezembro de 2004, Bruel escreveu a canção "Et puis la terre" em benefício da Cruz Vermelha.
Além de atuar e cantar, Bruel é um jogador profissional de Poker. Ele ganhou uma pulseira World Séries of Poker em 1998. A partir de 2009 ele ganhou mais de US $ 900.000 em torneios ao vivo. Ele também comenta o World Poker Tour no seu país de origem. Ele é dono do popular fórum Wam-French Poker Poker.

## Discografia

### Álbuns

#### Álbuns De Estúdio
- Vide — 1982
- De face — 1984
- Alors, regarde — 1989
- Bruel 	2 — 1994
- Plaza de los héroes — 1995
- Juste avant - 1999
- Entre deux - 2002
- Des Souvenirs devant - 2006

#### Álbuns ao vivo
- À tout à l'heure — 1987
- Si ce soir… — 1991
- On s'était dit… - 1995
- Rien ne s'efface… - 2001
- Entre deux à l'Olympia - 2003
- Des Souvenirs… ensemble - 2007

#### Compilações
- L'Essentiel — 2001
- Les Talents essentiels — 2003
- Puzzle - 2004
- S'laisser aimer (3 cd) — 2007

#### Singles
- "Marre de cette nana-là !" - 1984 - 2 Face
- "Comment ça va pour vous ?" - 1985 - 2 Face
- "Non, j'veux pas" - 1986 - 2 Face
- "J'roule vers toi" - 1986 - 2 Face
- "Tout l'monde peut s'tromper" - 1987 - 2 Face
- "Casser la voix" - 1989 - Alors regarde
- "J'te l'dis quand même" - 1990 - Alors regarde
- "Alors regarde" - 1990 - Alors regarde
- "Place des grands hommes" - 1991 - Alors regarde
- "Décalé" - 1991 - Alors regarde
- "Qui a le droit…" - 1991 - Si ce soir…
- "Bouge !" - 1994 - Bruel
- "Combien de murs…" - 1994 - Bruel
- "J'suis quand même là" - 1995 - Bruel
- "J'te mentirais" - 1995 - Juste avant
- "Pour la vie" - 2000 - Juste avant
- "Au Café des délices" - 2000 - Juste avant
- "Tout s'efface" - 2000 - Juste avant
- "Mon Amant de Saint Jean" - 2002 - Entre deux
- "La Complainte de la butte" - 2002 - Entre deux
- "Ménilmontant" 	— 2002 - Entre deux
- "J'm'attendais pas à toi" - 2006 - Des Souvenirs devant